# Chiesa di San Remigio (Cavasso Nuovo)
La chiesa di San Remigio è la parrocchiale di Cavasso Nuovo, in provincia di Pordenone e diocesi di Concordia-Pordenone; fa parte della forania di Maniago.

## Storia
La prima citazione di una chiesa a Cavasso Nuovo è da ricercarsi in una bolla di papa Urbano III della fine del XII secolo.
Si sa che questa chiesa venne edificata all'inizio del XVI secolo e consacrata nel 1525. All'epoca Cavasso e Fanna formavano un'unica pieve, divisa nel 1584 in seguito all'erezione di Fanna a parrocchia autonoma.
Nel XVIII secolo la chiesa fu sostanzialmente ricostruita.
L'edificio subì alcuni danni durante il terremoto del Friuli del 1976 e fu oggetto di due interventi di restauro, il primo condotto tra il 1980 e il 1983 e il secondo tra il 1994 e il 1996.
Nel 2005 vennero sostituite le vecchie vetrate e al loro posto ne furono collocate di nuove realizzate dalla ditta Albano Poli di Verona; nel 2006 fu edificato il nuovo portico e nel 2018 il campanile fu restaurato.

## Interno
All'interno della chiesa si trovano un fonte battesimale, scolpito tra il 1517 e il 1520 da Francesco da Meduno, un quadro raffigurante la Madonna del Rosario, dipinto nel 1640, e dei bassorilievi, opera dallo scultore Max Piccini.